# Yağmur Mislina Kılıç
Yağmur Mislina Kılıç (* 30. März 1996 in Hatay) ist eine türkische Volleyballspielerin.

## Karriere

### Verein
Kılıç begann ihre Karriere 2014 bei Galatasaray Istanbul, wo sie bis 2018 spielte. Anschließend wechselte sie zu Türk Hava Yolları und spielte danach für Beşiktaş Istanbul. Im Jahr 2020 schloss sie sich PTT Spor an und spielte dort bis 2023. In der Saison 2023/24 war sie für AO Lamia aktiv, bevor sie 2024 zu AONS Milon Nea Smirni wechselte.

### Nationalmannschaft
Kılıç war von 2015 bis 2018 Mitglied der türkischen U20-Nationalmannschaft. Sie nahm an der FIVB Volleyball U20-Weltmeisterschaft 2015 und der FIVB Volleyball Nations League 2018 teil. Bei den Mittelmeerspielen 2018 in Tarragona gewann sie mit der türkischen Nationalmannschaft die Bronzemedaille.